# Moviment Revolucionari Oriental
El Moviment Revolucionari Oriental (MRO) és un partit polític esquerrà de l'Uruguai.

## Història
El MRO va ser fundat el 21 d'abril de 1961, com una escissió del Partit Nacional. El fundador, Ariel Collazo, havia estat diputat pel nacionalisme. Com a conseqüència d'un viatge a Cuba, va quedar impressionat amb la revolució cubana, i es va inspirar en ella per a crear un moviment d'esquerra.
Des del 1967 fins al 1985, va tenir un exèrcit propi, les Forces Armades Revolucionàries Orientals. El 1971 el MRO fou una de les organitzacions fundadores de la coalició política Front Ampli. No obstant això, es van separar el 1993.
El sector dels joves del MRO és la Joventut Guevarista. Ha organitzat un front popular, el Front Revolucionari per una Alternativa Socialista.
El 2008, es va crear el partit Comissions Unitàries Antiimperialistes (COMUNA), i actualment el MRO participa en aquesta nova entitat, amb el lema de l'"Alliberament Nacional i el Socialisme", per la qual cosa vol unificar un "espai classista, antiimperialista i anticapitalista".